# كان إيفانز
كان إيفانز (بالإنجليزية: Kane Evans)‏ هو لاعب دوري الرغبي أسترالي، ولد في 9 يناير 1992 في سيدني في أستراليا.